# Callipia paradisea
Callipia paradisea là một loài bướm đêm trong họ Geometridae.